# لانس هنریکسن
لانس هنریکسن (انگلیسی: Lance Henriksen؛ زادهٔ ۵ مهٔ ۱۹۴۰) هنرپیشه اهل ایالات متحده آمریکا است. وی از سال ۱۹۶۱ میلادی تاکنون مشغول فعالیت بوده است.
از فیلم‌هایی که وی در آن نقش داشته است، می‌توان به برپاخیزان جهنم: دنیای جهنمی، جاده به پالوما ، بیگانه‌ها، بیگانه ۳، نابودگر، برخورد نزدیک از نوع سوم، جیغ ۳، بعد از ظهر سگی، مرد مرده، هدف سخت، برنده و بازنده، طالع نحس ۲، پیرانا ۲: تخم ریزی، رنگ شب، تاریکی نزدیک، تپانچه خرد شده، امینس هیل، تپه‌ها چشم دارند ۳، صخره‌های آزادی، نادرمانگر، آینه، آینه ۲ و تب چمنزار اشاره کرد.